# Александрийско-Обиленский район
Александрийско-Обиленский район — административно-территориальная единица в составе Северо-Кавказского, Орджоникидзевского и Ставропольского краёв, существовавшая в 1924-1928 и 1935—1953 годах. Административный центр — станица Александрийская.

## Население
По данным переписи 1939 года в районе проживало 24 536 чел., в том числе в станице Александрийской — 6759 чел., в селе Обильном — 6188 чел. В национальном составе района преобладали русские — 95,4 % и украинцы — 2,9 %.

## История
Александрийский район был образован в 1924 году в составе Терского округа Северо-Кавказского края. В 1928 году район был упразднён.
Александрийско-Обиленский район был образован в 1935 году в составе Северо-Кавказского (с 1937 года — Орджоникидзевского, с 1943 года — Ставропольского) края.
По данным на 1 апреля 1940 года включал 6 сельсоветов: Александрийский, Ново-Заведенский, Обиленский, Подгорненский, Сухопадненский и Ульяновский.
Указом Президиума Верховного совета РСФСР от 20 августа 1953 года № 741/4 Александрийско-Обиленский район был упразднён, а его территория передана в Георгиевский район.